# Ornithocephalus cochleariformis
Ornithocephalus cochleariformis là một loài thực vật có hoa trong họ Lan. Loài này được C.Schweinf. mô tả khoa học đầu tiên năm 1937.